# درو ستافورد
درو ستافورد (بالإنجليزية: Drew Stafford)‏ هو لاعب هوكي الجليد أمريكي، ولد في 30 أكتوبر 1985 في ميلواكي في الولايات المتحدة.

## وصلات خارجية
- درو ستافورد على موقع دوري الهوكي الوطني (الإنجليزية)
- درو ستافورد على موقع قاعة مشاهير الهوكي (لاعب أن.إتش.أل) (الإنجليزية)
- درو ستافورد على موقع EliteProspects.com (الإنجليزية)
- درو ستافورد على موقع HockeyDB.com (الإنجليزية)
- درو ستافورد على موقع Hockey-Reference.com (الإنجليزية)